# Главни вођа Кине
Највиши вођа, такође именован врховни вођа (кинески: 最高领导人; пињин: Зуигао Лингдаорен; буквално 'Највиши вођа') Комунистичке партије Кине (КПК), владе и Народноослободилачке армије (НОА) Народне Републике Кине (НРК) је неформални израз за најистакнутијег политичког лидера у Кини. Функционери су обично генерални секретар Комунистичке партије Кине и председник Централне војне комисије. Главни лидер, међутим, није формална позиција нити функција за себе. Термин је добио на значају током ере Денг Сјаопинга (1978–1989), када је био у стању да носи политичку моћ без нужног обављања било које званичне или формално значајне партијске или владине позиције у било ком тренутку (шеф државе, шеф владе или КПК генерални секретар).
Дошло је до значајног преклапања између статуса врховног лидера и статуса кључног лидера, при чему су већина, али не сви, најважнији лидери такође језгра лидера, иако су то одвојени концепти. Термин се рјеђе користио за описивање Денгових наследника, Ђијанг Цемина, Ху Ђинтаоа и Си Ђинпинга, који су сви формално били на дужностима генералног секретара Комунистичке партије Кине (лидер партије), председника Народне Републике Кине (шеф државе) и председник Централне војне комисије (главнокомандујући). Ђанг, Ху и Си се стога обично називају председницима на међународној сцени, што је титула коју користи већина других републиканских шефова држава. Међутим, Денгови наследници своју стварну моћ црпе из функције генералног секретара, која је примарна позиција у кинеској структури моћи и коју научници генерално сматрају местом чији се носилац може сматрати најважнијим лидером.
Председник је углавном церемонијална функција према Уставу, а извештај Комисије за економску и безбедносну ревизију Сједињених Држава и Кине из 2019. године, двопартијске комисије у оквиру Конгреса Сједињених Држава, препоручује да се кинески лидер Си Ђинпинг позове „генерални секретар“ а не „председник“, тврдећи да титула „председник“ нетачно имплицира да је кинески лидер демократски изабран.  У августу 2020, амерички законодавци су представили нацрт закона којим се мења начин на који савезна влада означава генералног секретара КПК, забрањујући употребу термина „председник“.
Тренутни врховни лидер, Си Ђинпинг, сматра се да је постао врховни лидер у новембру 2012, када је постао генерални секретар КПК, уместо у марту 2013 када је наследио Ху Ђинтаоа на месту председника. Позиција генералног секретара је највиши ауторитет који води Национални народни конгрес Кине, Државни савет, Политичку консултативну конференцију, Врховни народни суд и Врховно народно тужилаштво у администрацији Си Ђинпинга.

## Историја
Председавајући Мао Цедонг је био неприкосновени владар комунистичке Кине од њеног почетка 1949. године и истовремено је имао три функције председника: председника Комунистичке партије Кине, председника Централне војне комисије и председника Народне Републике Кине (1954–1959), чинећи га вођом партије, војске и државе. Након Културне револуције, унутар партије се појавио груби консензус да су најгори ексцеси узроковани недостатком контроле и равнотеже у вршењу политичке моћи и резултирајућом Маоовом „владавином личности“. Почевши од 1980-их, руководство је експериментисало са квази-поделом власти, при чему су функције генералног секретара, председника и премијера заузимали различити људи. 1985. године, на пример, генерални секретар КПК био је Ху Јаобанг, председник Кине Ли Сијањан, а кинески премијер Џао Зијанг. Међутим, Денг Сјаопинг је и даље био препознат као језгро руководства током овог периода. И Ху и Џао су пали у немилост касних 1980-их, али је Денг успео да задржи коначну политичку контролу. [потребан цитат] Ознака највећег лидера примењена је на Денгове наследнике, Ђијанг Цемина и Ху Ђинтаоа, иако је опште познато да они нису имали толико моћи као Денг упркос томе што су имали више руководећих функција. Такође је стављен већи нагласак на колективно руководство, при чему је највиши лидер прва фигура међу једнаким стилом, која врши власт уз консензус Сталног комитета Политбироа. Ово је било посебно очигледно током мандата Ху Ђинтаоа. Почевши од 1993. године, Јианг је формално имао три функције које су га учиниле шефом партије, државе и војске: Генерални секретар Комунистичке партије Кине: партијски лидер и примарни положај државе. Председник Централне војне комисије: Врховне војне команде Народноослободилачке војске. Председник Народне Републике Кине: углавном церемонијални шеф државе према Уставу из 1982. Када је Ђијанг напустио функције генералног секретара и председника 2002. и 2003. године, задржао се на позицији председника Централне војне комисије. Војна моћ је одувек била важан аспект у вршењу политичке моћи у Кини под комунистичком управом и као таква држање највишег војног положаја значило је да је Ђијанг задржао неку формалну моћ. Када се Ђијанг повукао са својих званичних функција између 2002. и 2004. године, било је нејасно ко је у то време био главни лидер. Ху Ђинтао је био на истом тројцу током година на власти. Ху је пребацио све три позиције на свог наследника Си Ђинпинга између новембра 2012, када је Си постао генерални секретар КПК и председник Централне војне комисије; и марта 2013, када је Си постао председник. Од Сијевог доласка на власт, успостављена су два нова тела, Комисија за националну безбедност и Централна комисија за свеобухватно продубљивање реформи, која су наводно концентрисала политичку моћ у највећем лидеру у већем степену него било ко од Денга. Ова тела су била задужена за успостављање општег правца политике националне безбедности, као и агенде за економске реформе. На челу обе групе је генерални секретар.

## Списак главних вођа
Прва администрација       Друга администрација       Трећа администрација       Ху-Вен администрација       Си-Ли админитрација/Си администрација
| Слика                                                            | Име                        | Одржане функције                           | Период                                 | Период                                                        | Лидери КПК                                     | Председници                                | Премијери                        |
| ---------------------------------------------------------------- | -------------------------- | ------------------------------------------ | -------------------------------------- | ------------------------------------------------------------- | ---------------------------------------------- | ------------------------------------------ | -------------------------------- |
|                                                                  | Мао Цедунг (1893–1976)     | Председник Централног политбироа КПК       | 20. март 1943 – 28. септембар 1976.    | 1. октобар 1949. ↓ 9. септембар 1976. (26 година, 344 дана)   | Он сам                                         | Он сам, Љу Шаоћи, Функција укинута         | Џоу Енлај, Хуа Гуофенг           |
| Председник Централног секретаријата КПК                          | Мао Цедунг (1893–1976)     |                                            | 20. март 1943 – 28. септембар 1976.    | 1. октобар 1949. ↓ 9. септембар 1976. (26 година, 344 дана)   | Он сам                                         | Он сам, Љу Шаоћи, Функција укинута         | Џоу Енлај, Хуа Гуофенг           |
| Председник Централног комитета КПК                               | Мао Цедунг (1893–1976)     | 19. јун 1945 – 9. септембар 1976.          |                                        | 1. октобар 1949. ↓ 9. септембар 1976. (26 година, 344 дана)   | Он сам                                         | Он сам, Љу Шаоћи, Функција укинута         | Џоу Енлај, Хуа Гуофенг           |
| Председник Централне народне владе НР Кине                       | Мао Цедунг (1893–1976)     | 1. октобар 1949. – 27. септембар 1954      |                                        | 1. октобар 1949. ↓ 9. септембар 1976. (26 година, 344 дана)   | Он сам                                         | Он сам, Љу Шаоћи, Функција укинута         | Џоу Енлај, Хуа Гуофенг           |
| Председник Националног комитета КППКК                            | Мао Цедунг (1893–1976)     | 9. октобар 1949. – 25. децембар 1954.      |                                        | 1. октобар 1949. ↓ 9. септембар 1976. (26 година, 344 дана)   | Он сам                                         | Он сам, Љу Шаоћи, Функција укинута         | Џоу Енлај, Хуа Гуофенг           |
| Председник Централне војне комисије КПК                          | Мао Цедунг (1893–1976)     | 8. септембар 1954 – 9. септамбар 1976.     |                                        | 1. октобар 1949. ↓ 9. септембар 1976. (26 година, 344 дана)   | Он сам                                         | Он сам, Љу Шаоћи, Функција укинута         | Џоу Енлај, Хуа Гуофенг           |
| Председник НР Кине                                               | Мао Цедунг (1893–1976)     | 27. септембар 1954 – 27. април 1959.       |                                        | 1. октобар 1949. ↓ 9. септембар 1976. (26 година, 344 дана)   | Он сам                                         | Он сам, Љу Шаоћи, Функција укинута         | Џоу Енлај, Хуа Гуофенг           |
|                                                                  | Хуа Гуофенг (1921–2008)    | Премијер Државног савета НРК               | 4. фебруар 1976 – 10. септембар 1980.  | 7. октобар 1976. ↓ 22. децембар 1978. (2 године, 104 дана)    | Он сам                                         | Функција укинута                           | Он сам                           |
| Први потпредседник Централног комитета КПК                       | Хуа Гуофенг (1921–2008)    | 7. април 1976 – 7. октобар 1976.           |                                        | 7. октобар 1976. ↓ 22. децембар 1978. (2 године, 104 дана)    | Он сам                                         | Функција укинута                           | Он сам                           |
| Председник Централног комитета КПК                               | Хуа Гуофенг (1921–2008)    | 7. октобар 1976 – 28. јун 1981.            |                                        | 7. октобар 1976. ↓ 22. децембар 1978. (2 године, 104 дана)    | Он сам                                         | Функција укинута                           | Он сам                           |
| Председник Централне војне комисије КПК                          | Хуа Гуофенг (1921–2008)    | 7. октобар 1976 – 28. јун 1981.            |                                        | 7. октобар 1976. ↓ 22. децембар 1978. (2 године, 104 дана)    | Он сам                                         | Функција укинута                           | Он сам                           |
|                                                                  | Денг Сијаопинг (1904–1997) | Први потпредседник Државног савета НРК     | 17. јануар 1975 – 18. јун 1983.        | 22. децембар 1978. ↓ 9. новембар 1989. (10 година, 322 дана)  | Хуа Гуефонг, Ху Јаобанг, Џао Џијанг,Ђанг Цемин | Функција укинута, Ли Сјенњен, Јанг Шангкун | Хуа Гуофенг, Џао Џијанг, Ли Пенг |
| Председник Националног комитета КППКК                            | Денг Сијаопинг (1904–1997) | 8. март 1978 – 17. јун 1978.               |                                        | 22. децембар 1978. ↓ 9. новембар 1989. (10 година, 322 дана)  | Хуа Гуефонг, Ху Јаобанг, Џао Џијанг,Ђанг Цемин | Функција укинута, Ли Сјенњен, Јанг Шангкун | Хуа Гуофенг, Џао Џијанг, Ли Пенг |
| Председник Централне војне комисије КПК                          | Денг Сијаопинг (1904–1997) | 28. јун 1980 – 9 . новембар 1989.          |                                        | 22. децембар 1978. ↓ 9. новембар 1989. (10 година, 322 дана)  | Хуа Гуефонг, Ху Јаобанг, Џао Џијанг,Ђанг Цемин | Функција укинута, Ли Сјенњен, Јанг Шангкун | Хуа Гуофенг, Џао Џијанг, Ли Пенг |
| Председник Централне саветодавне комисије КПК                    | Денг Сијаопинг (1904–1997) | 13. септембар 1982 – 2. новембар 1987.     |                                        | 22. децембар 1978. ↓ 9. новембар 1989. (10 година, 322 дана)  | Хуа Гуефонг, Ху Јаобанг, Џао Џијанг,Ђанг Цемин | Функција укинута, Ли Сјенњен, Јанг Шангкун | Хуа Гуофенг, Џао Џијанг, Ли Пенг |
| Председник Централне војне комисије НР Кине                      | Денг Сијаопинг (1904–1997) | 6. јун 1983 – 19. март 1990.               |                                        | 22. децембар 1978. ↓ 9. новембар 1989. (10 година, 322 дана)  | Хуа Гуефонг, Ху Јаобанг, Џао Џијанг,Ђанг Цемин | Функција укинута, Ли Сјенњен, Јанг Шангкун | Хуа Гуофенг, Џао Џијанг, Ли Пенг |
|                                                                  | Ђанг Цемин (1926-2022)     | Генерални секретар Централног комитета КПК | 24. јун 1989 – 15. новембар 2002.      | 9. новембар 1989. ↓ 19. септембар 2004. (14 година, 315 дана) | Он сам                                         | Јанг Шанкгун, Он сам                       | Ли Пенг, Џу Ронгџи               |
| Председник Централне војне комисије КПК                          | Ђанг Цемин (1926-2022)     | 9. новембар 1989 – 19. септембар 2004.     |                                        | 9. новембар 1989. ↓ 19. септембар 2004. (14 година, 315 дана) | Он сам                                         | Јанг Шанкгун, Он сам                       | Ли Пенг, Џу Ронгџи               |
| Председник Централне војне комисије НР Кине                      | Ђанг Цемин (1926-2022)     | 19. март 1990 – 13. март 2005.             |                                        | 9. новембар 1989. ↓ 19. септембар 2004. (14 година, 315 дана) | Он сам                                         | Јанг Шанкгун, Он сам                       | Ли Пенг, Џу Ронгџи               |
| Председник НР Кине                                               | Ђанг Цемин (1926-2022)     | 27. март 1993 - 15. март 2003.             |                                        | 9. новембар 1989. ↓ 19. септембар 2004. (14 година, 315 дана) | Он сам                                         | Јанг Шанкгун, Он сам                       | Ли Пенг, Џу Ронгџи               |
|                                                                  | Ху Ђинтао (рођен 1942)     | Генерални секретар Централног комитета КПК | 15. новембар 2002 – 15. новембар 2012. | 19. септембар 2004. ↓ 15. новембар 2012. (8 година, 57 дана)  | Он сам                                         | Он сам                                     | Вен Џиабао                       |
| Председник НР Кине                                               | Ху Ђинтао (рођен 1942)     | 15. март 2003 – 14. март 2013.             |                                        | 19. септембар 2004. ↓ 15. новембар 2012. (8 година, 57 дана)  | Он сам                                         | Он сам                                     | Вен Џиабао                       |
| Председник Централне војне комисије КПК                          | Ху Ђинтао (рођен 1942)     | 19. септембар 2004 – 15. новембар 2012.    |                                        | 19. септембар 2004. ↓ 15. новембар 2012. (8 година, 57 дана)  | Он сам                                         | Он сам                                     | Вен Џиабао                       |
| Председник Централне војне комисије НР Кине                      | Ху Ђинтао (рођен 1942)     | 13. март 2005 – 14. март 2013.             |                                        | 19. септембар 2004. ↓ 15. новембар 2012. (8 година, 57 дана)  | Он сам                                         | Он сам                                     | Вен Џиабао                       |
|                                                                  | Си Ђинпинг (рођен 1953)    | Генерални секретар Централног комитета КПК | 15. новембар 2012 - тренутно           | 15. новембар 2012. ↓ Тренутно (12 година, 221 дан)            | Он сам                                         | Он сам                                     | Ли Кећанг, Ли Ћанг               |
| Председник Централне војне комисије КПК                          | Си Ђинпинг (рођен 1953)    |                                            | 15. новембар 2012 - тренутно           | 15. новембар 2012. ↓ Тренутно (12 година, 221 дан)            | Он сам                                         | Он сам                                     | Ли Кећанг, Ли Ћанг               |
| Председник НР Кине                                               | Си Ђинпинг (рођен 1953)    | 14. март 2013 – тренутно                   |                                        | 15. новембар 2012. ↓ Тренутно (12 година, 221 дан)            | Он сам                                         | Он сам                                     | Ли Кећанг, Ли Ћанг               |
| Председник Централне војне комисије НР Кине                      | Си Ђинпинг (рођен 1953)    | 14. март 2013 – тренутно                   |                                        | 15. новембар 2012. ↓ Тренутно (12 година, 221 дан)            | Он сам                                         | Он сам                                     | Ли Кећанг, Ли Ћанг               |
| Вођа Централне комисије за свеобухватно продубљивање реформи КПК | Си Ђинпинг (рођен 1953)    | 30. децембар 2013 – тренутно               |                                        | 15. новембар 2012. ↓ Тренутно (12 година, 221 дан)            | Он сам                                         | Он сам                                     | Ли Кећанг, Ли Ћанг               |
| Председник Комисије за националну безбедност КПК                 | Си Ђинпинг (рођен 1953)    | 25. јануар 2014 – тренутно                 |                                        | 15. новембар 2012. ↓ Тренутно (12 година, 221 дан)            | Он сам                                         | Он сам                                     | Ли Кећанг, Ли Ћанг               |